# 眼點麗魚
眼點麗魚，又稱皇冠三間，為條鰭魚綱䲁形目麗魚科麗魚屬的其中一種，分布於南美洲蘇利南、圭亞那及法屬圭亞那埃塞奎博河、馬羅尼河流域，體長可達74公分，棲息在岩石底質的深水域，成群活動，屬肉食性，以昆蟲、魚類為食，可作為食用魚、觀賞魚及養殖魚。

## 命名
本魚由德國兩名博物學家馬庫斯·布洛赫及约翰·戈特洛布·特埃努斯·施奈德於1801年命名。
本魚學名的種加詞在拉丁文意為「眼睛般的」，因本魚成魚的尾鰭基部有黑色白框的眼狀斑而得名。

## 分布
本魚分布於南美洲東北部，從蘇利南及法屬圭亞那的馬羅尼河流域至蓋亞那的埃塞奎博河。所在國家地區包括巴西（亞馬遜州、羅賴馬州）、法屬圭亞那、圭亞那及蘇利南。
本魚在波多黎各主島及美國佛羅里達州也有引入的種群。
本魚為淡水魚、半鹹水魚，為大洋底棲性，棲息深度在5公尺或更深。
本魚為熱帶魚，適應水溫為24℃-27℃，分布範圍從北緯26度至南緯9度。

## 形態
本魚為中大型魚，最大體長全長75公分，有記錄體重最重為6.8公斤。體形為一般紡錘形。
作為鑑別特徵，本魚可藉由體側具有1a與2a條紋而與除了黑斑麗魚（C. nigromaculata）、間麗魚（C. intermedia）、南美麗魚 （C. piquiti）、黑麗魚（C. melaniae） 之外的所有麗魚屬物種加以區分。
本魚幼魚體側縱帶呈縮短狀。在所有體側縱帶縮短的同屬物種中，本魚可藉由以下特徵區分：側線通常為連續，而阿根廷麗魚（C. orinocensis）與黑斑麗魚的側線則為不連續或幾乎總是中斷）。
本魚E1鱗列數為 (67–） 70–80 (–82） 枚；而多色麗魚（C. pleiozona）為 84–93 枚。本魚枕部條紋缺失或不明顯，而在單麗魚（C. monoculus）、凱氏麗魚（C. kelberi）與多色麗魚的成魚中明顯可見。本魚腹部有斑，而阿根廷麗魚無腹斑。本魚成魚具有垂直條紋（與阿根廷麗魚的三個側中部有眼狀斑點不同），但第 3 條紋的背部總是具有一個眼狀斑點。本魚背部無小型黑斑，而黑斑麗魚有。本魚垂直條紋在體側大致等寬，與黑斑麗魚、單麗魚、凱氏麗魚及多色麗魚的條紋在背部融合且向腹部漸細不同。
與間麗魚、南美麗魚 及黑麗魚相比，本種之幼魚體側縱帶為縮短狀（而非完整），E1 鱗列較少（67–82 vs. (78） 83–108），且第 3 條紋的背部具有眼狀斑（而後者缺乏）。

## 生態
本魚魚種為大洋底棲性淡水魚，棲息於急流區、具有中等水深與岩石底質的靜水域，會形成魚群。本魚為高度掠食性，以小型魚類為唯一食物，尤其是佩坦真鰶、大肚魚、吳郭魚與藍鰓太陽魚。由於本魚掠食性太強，以致被視為不是水產養殖的理想
本魚全年均可繁殖，以雨季開始時為高峰。每公斤卵約 9,000 至 15,000 粒。產卵每兩個月進行一次，地點為淺水區的平坦石面。卵為黏性卵，直徑約 1.4 毫米，在 28°C 下約需 78 小時孵化。雌魚雄魚都有護幼行為。
本魚會在淺水區近水平面處，在無植被或者在將水藻清除乾淨之後，進行產卵活動，雌魚游在前一邊前進一邊產出單排卵，雄魚在跟在後面給卵授精。在卵孵化後，魚父母會用口含住魚苗移往低處巢穴。

## 經濟利用
本魚為可食用魚類，有小規模的漁業經營，有商業養殖，也可作為遊釣魚，是水族箱的觀賞魚類。

## 風險管理
本魚對人類無害，但被引入到非原生地的話，可能會成為入侵物種。

## 保護現狀
由於缺乏統計，本魚的種群數量不詳。虽未見重大威脅，但目前巴西計劃中的一些水壩涵蓋了本魚分布區，可能會在未來改變水質，但實際情況會如何仍是未知。
尽管本魚情況的資料很少，但本魚分布在廣闊的原始地區，近期似乎也不會有嚴重威脅，所以國際自然保護聯盟於2020年評估本魚為「無危物種」。

## 擴展閱讀
維基物種上的相關：眼點麗魚